# Zaránk
Zaránk je vas na Madžarskem, ki upravno spada pod podregijo Hevesi Županije Heves.